# Ostende (Schiff, 1903)
Die Ostende war eins von sechs ehemaligen Frachtschiffen der Deutschen Dampfschiffahrts-Gesellschaft „Hansa“ (DDG „Hansa“), die 1921 in den Dienst der belgischen Reederei Armement Deppe kamen. Sie war 1903 von Wigham & Richardson in Newcastle als Ehrenfels an die DDG „Hansa“ abgeliefert worden.

Die dritte Ehrenfels gehörte mit 4576 BRT und 6650 tdw zu den kleineren Schiffen für den Ostindiendienst der Reederei, die neben den 8000 tdw-Frachtschiffen, wie ihre 1902 verloren gegangene Namensvorgängerin, die zweite Ehrenfels, weiterhin beschafft wurden. Das neue Schiff gehörte zu einer Serie von fünf Schiffen, wobei die Schwesterschiffe 1903/1904 von deutschen Werften geliefert wurden. 1914 war sie eines der wenigen Schiffe der DDG „Hansa“ in der Heimat und diente im Kohlen- und Erztransport in Nord- und Ostsee.
Im April 1919 ausgeliefert, kam das Schiff 1920 an Belgien und wurde von der Reederei Armement Deppe angekauft und ab November 1921 als Ostende eingesetzt. Im Zweiten Weltkrieg erlitt sie am 21. Januar 1943 einen Minentreffer auf einer Reise mit Kriegsmaterial und Munition von New York nach Großbritannien in britischen Küstengewässern. Sie wurde im Loch Na Lathaich auf der Isle of Mull beschädigt und brennend auf den Strand gesetzt, doch durch nachfolgende Explosionen der Munition total zerstört.

## Geschichte des Schiffes
Seit Ende 1896 mit der Neidenfels beschaffte die DDG „Hansa“ Schiffe von über 5000 BRT und 8000 tdw für ihren Ostindien-Dienst. Für etliche der angelaufenen Häfen wurden allerdings noch kleinere Schiffe benötigt, so dass die Reederei von 1902 bis 1904 auch noch zwölf kleinere Schiffe in drei Serien für den Dienst nach Ostindien beschaffte.

Die dritte Ehrenfels gehörte zu den fünf Schiffen der ersten Serie (Liebenfels-Klasse). Nur sie entstand, wie ihre beiden Namensvorgängerinnen, bei Wigham & Richardson. Ihre Schwesterschiffe lieferten deutsche Werften. Die britische Werft war mit 29 Neubauten zwischen 1882 und 1911 bis zum Ersten Weltkrieg der Hauptlieferant der deutschen Frachtschiffsreederei. Die Werft in Newcastle lieferte von den folgenden sieben Schiffen der Reichen- und Crostafels-Klasse auch drei, wobei die 1904 fertiggestellte Crostafels das erste Schiff für die DDG „Hansa“ nach der Fusion mit Swan Hunter war.
Die Ehrenfels lief am 24. Juli 1904 vom Stapel. Sie war 114,25 m lang, 15,4 m breit und hatte einen Tiefgang von bis zu 7,32 m. Die von der Bauwerft gefertigte 4-Zylinder-Vierfach-Expansionsmaschine leistete 2000 PSi, wirkte auf eine Schraube und gab dem Schiff eine Geschwindigkeit von 13 Knoten (kn). Die Ehrenfels war mit 4576 BRT vermessen und hatte eine Tragfähigkeit von 6650 tdw. Am 16. September 1904 wurde die Ehrenfels als drittes Schiff der Serie nach zwei Neubauten des erstmals als Schiffslieferant der Reederei auftretenden Bremer Vulkan abgeliefert.

Erstmals wurde von der DDG Hansa ein Schiffsnamen zum dritten Mal verwandt. Die zweite Namensträgerin von 1898 (5450 BRT / 8000 tdw) war am 9. Mai 1902 in einem Taifun beim schwersten Seeunfall der Reederei im Frieden verloren gegangen, wobei 41 Mann der Besatzung ihr Leben ließen. Die erste Namensträgerin von 1892 (2256 BRT / 3450 tdw) war das dritte Schiff der 1892 gegründeten Reederei und 1898 verkauft worden.

### Einsatzgeschichte der drittenEhrenfels

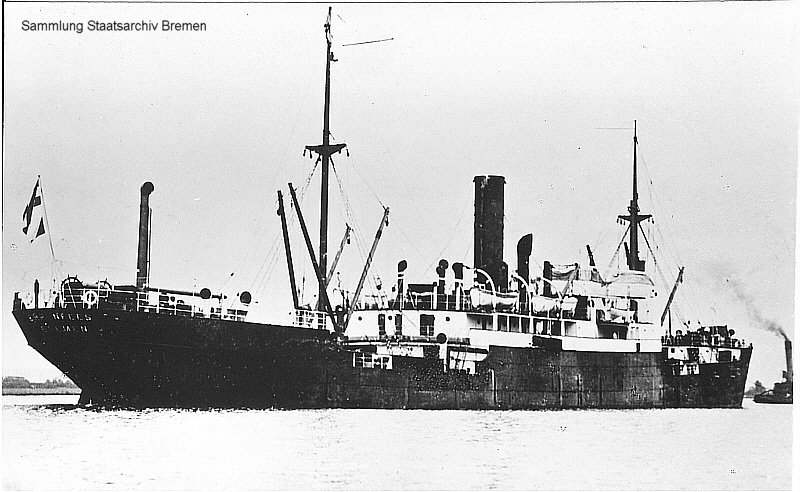
Die Ehrenfels im Ersten Weltkrieg ohne Schornsteinmarken der Reederei

Die Ehrenfels wurde auf den Linien der DDG „Hansa“ in den Mittleren Osten, nach Ostindien und Australien eingesetzt. 1914 war sie eines der wenigen Schiffe der DDG „Hansa“ in der Heimat und diente im Kohlen- und Erztransport in Nord- und Ostsee.

Im April 1919 wurde sie nach Großbritannien ausgeliefert.

### Dienst unter belgischer Flagge
1920 kam das Schiff an Belgien und wurde neben fünf anderen ex-DDG „Hansa“-Schiffen von Armement Deppe in Antwerpen angekauft und ab November 1921 als Ostende eingesetzt. Im Dienst der belgischen Reederei ist sie dann vorrangig ins Mittelmeer und bis in das Schwarze Meer eingesetzt worden.
Im Zweiten Weltkrieg war die Ostende erstmals im September 1940 Teil eines britischen Geleitzuges nach Nordamerika. Mindestens sechs Rundreisen nach Nordamerika führte das Schiff in der Folgezeit durch.

Auf einer Reise mit Kriegsmaterial und Munition von New York nach Großbritannien im Geleitzug SC 115 erlitt sie am 17. Januar 1943 einen Minentreffer in britischen Küstengewässern. Sie wurde im Loch Scridain der Isle of Mull beschädigt und brennend auf den Strand gesetzt, doch durch nachfolgende Explosionen der Munition auf der Position 56° 20′ 0″ N, 6° 17′ 0″ W total zerstört. Zwei Mann starben; die anderen 46 an Bord des Schiffes konnten gerettet werden. Mit ihr war auch das letzte der sechs 1921 übernommenen ehemaligen DDG „Hansa“-Schiffe der Armement Deppe im Krieg verloren gegangen.

#### Die Frachtschiffe derLiebenfels-Klasse

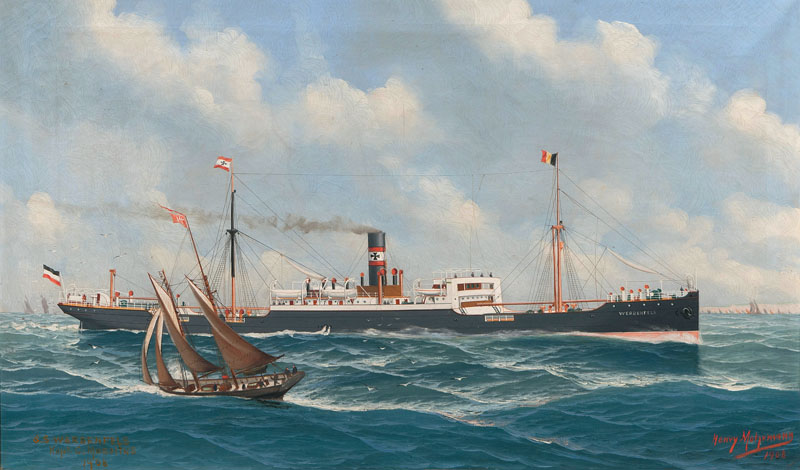
Die „Werdenfels“, 1908

| Name       | Bauwerft                       | BRT tdw   | Stapellauf in Dienst  | weiteres Schicksal |
| Liebenfels | Bremer Vulkan BauNr. 459       | 4608 6620 | 11.04.1903 26.06.1903 | 1914 in Charleston aufgelegt, 1917 bei Kriegseintritt der USA von der Besatzung versenkt, nach Bergung und Reparatur im Juli 1917 als AK-1 Houston von der US Navy in Dienst gestellt, 1922 verkauft: North King, 1940 in Panama registriert, 1957 abgewrackt; |
| Werdenfels | Bremer Vulkan BauNr. 460       | 4612 6620 | 15.07.1903 2.09.1903  | 1914 in Port Said beschlagnahmt: Hunstanton, 4. April 1917 unter britischer Flagge westlich der Scilly-Inseln durch das deutsche U-Boot UC 30 versenkt; |
| Ehrenfels  | Wigham & Richardson BauNr. 405 | 4576 6650 | 19.07.1903 16.09.1903 | ab 1914 Kohle- und Erztransport in Nord- und Ostsee, 1919 an Belgien, 1921 Ostende, am 21. Januar 1943 nach einem Minentreffer durch nachfolgende Explosion der Munitionsladung total zerstört;                                                                |
| Wartenfels | Joh. C. Tecklenborg BauNr. 191 | 4505 8550 | 10.10.1903 21.12.1903 | am 19. August 1914 vor Aden aufgebracht, ohne Namensänderung unter britischer Flagge eingesetzt, 5. Februar 1917 südwestlich Fastnet durch das deutsche U-Boot U 81 versenkt;                                                                                  |
| Axenfels   | Flensburger SG BauNr. 233      | 4464 6420 | 25.01.1904 13.03.1904 | 1912 vor der spanischen Küste gestrandet, erst nach Monaten geborgen, 1914 in Massaua aufgelegt, 1915 durch Italien beschlagnahmt: Alberto Cavaletto, 1924: Giorgio Fassio, 1928: Annina, 1933 Abbruch;                                                        |